# 벨로레츠크

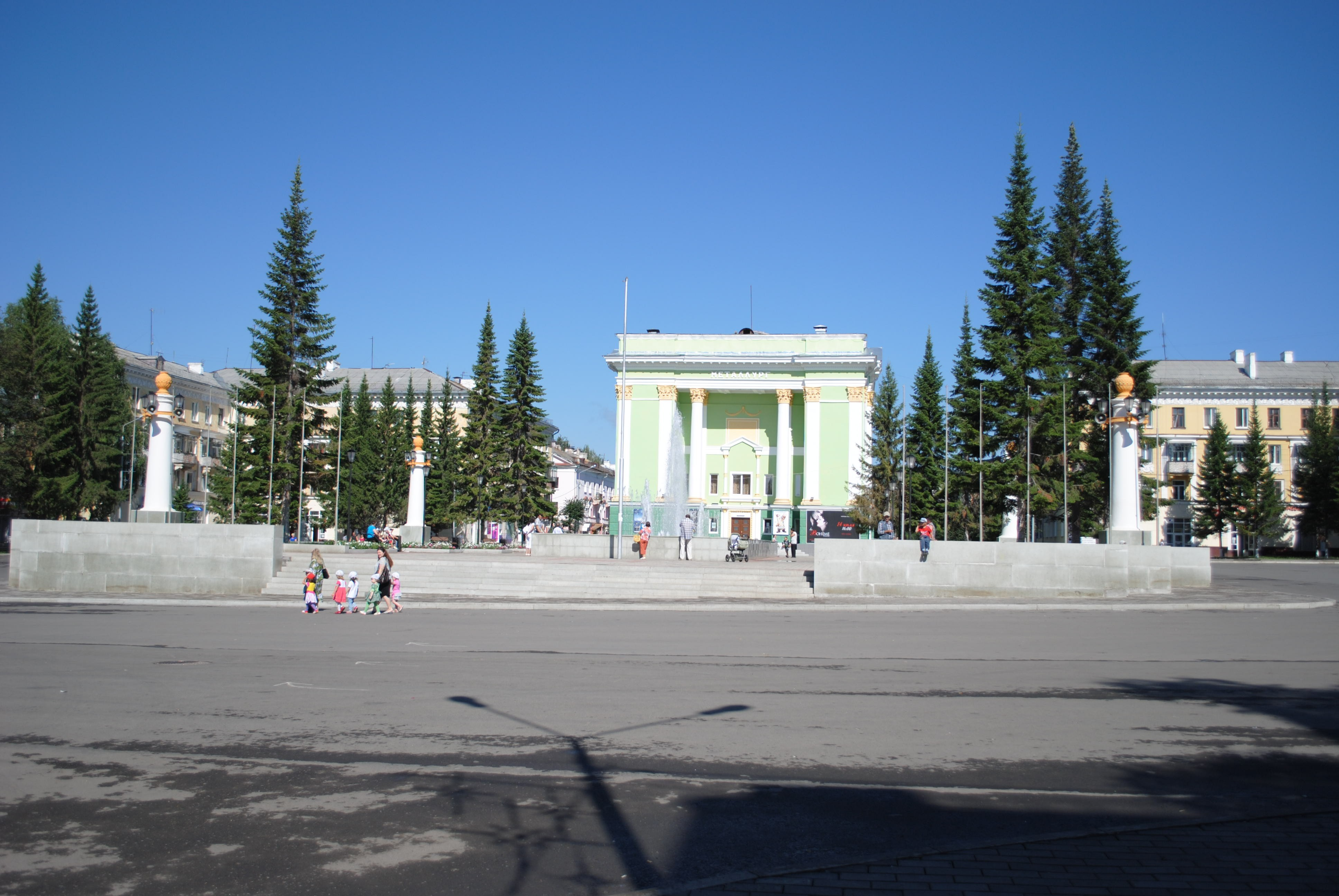

벨로레츠크(러시아어: Белоре́цк, 바시키르어: Белорет)는 바시키르 공화국 벨로레츠키 군의 중심지이다. 인구는 7만300명(2005년)이다.
벨라야 강에 접하고 우파에서 245km지점에 위치해 있다.
현재 시장은 니콜라이 막시모프(Николай Петрович Максимов)이다.